# Celtic Football Club 2014-2015
Questa voce raccoglie le informazioni riguardanti il Celtic Football Club nelle competizioni ufficiali della stagione 2014-2015.

## Stagione
- In Scottish Premiership il Celtic si classifica al primo posto (92 punti) e vince per la 46ª volta il campionato.
- In Scottish Cup viene eliminato in semifinale dall'Inverness (3-2).
- In Scottish League Cup batte in finale il Dundee Utd (0-2) e vince per la 15ª volta la coppa.
- In Champions League supera il secondo turno preliminare battendo gli islandesi del KR Reykjavík (5-0) e il terzo turno preliminare battendo i polacchi del Legia Varsavia (4-4, con un favorevole 3-0 a tavolino al ritorno), poi perde al turno di spareggi contro gli sloveni del Maribor (1-2).
- In Europa League disputa la fase a gironi. Inserito nel gruppo D con Salisburgo, Dinamo Zagabria e Astra Giurgiu, si classifica al secondo posto con 8 punti e accede alla fase finale, dove viene eliminato ai sedicesimi dall'Inter (3-4).

## Maglie e sponsor
Per l'attuale stagione lo sponsor ufficiale del Celtic è Magners, mentre lo sponsor tecnico è Nike.
| Casa | Trasferta | Terza divisa |

## Rosa
| N. |                        | Ruolo | Calciatore             |
| -- | ---------------------- | ----- | ---------------------- |
| 1  | Inghilterra (bandiera) | P     | Fraser Forster         |
| 2  | Galles (bandiera)      | D     | Adam Matthews          |
| 3  | Honduras (bandiera)    | D     | Emilio Izaguirre       |
| 4  | Nigeria (bandiera)     | D     | Efe Ambrose            |
| 5  | Paesi Bassi (bandiera) | D     | Virgil van Dijk        |
| 6  | Israele (bandiera)     | C     | Nir Biton              |
| 8  | Scozia (bandiera)      | C     | Scott Brown (capitano) |
| 9  | Svezia (bandiera)      | A     | John Guidetti          |
| 10 | Irlanda (bandiera)     | A     | Anthony Stokes         |
| 11 | Paesi Bassi (bandiera) | A     | Derk Boerrigter        |
| 12 | Serbia (bandiera)      | A     | Stefan Šćepović        |
| 14 | Scozia (bandiera)      | C     | Stuart Armstrong       |
| 15 | Scozia (bandiera)      | C     | Kris Commons           |
| 16 | Norvegia (bandiera)    | C     | Jo Inge Berget         |
| 16 | Scozia (bandiera)      | C     | Gary Mackay-Steven     |
| 17 | Portogallo (bandiera)  | A     | Amido Baldé            |
| 18 | Australia (bandiera)   | C     | Tom Rogić              |
| 19 | Islanda (bandiera)     | A     | Hólmbert Friðjónsson   |
| 20 | Finlandia (bandiera)   | A     | Teemu Pukki            |
| 21 | Scozia (bandiera)      | D     | Charlie Mulgrew        |
| 22 | Belgio (bandiera)      | D     | Jason Denayer          |
| 23 | Svezia (bandiera)      | D     | Mikael Lustig          |
| 24 | Polonia (bandiera)     | P     | Łukasz Załuska         |

| N. |                                 | Ruolo | Calciatore       |
| -- | ------------------------------- | ----- | ---------------- |
| 25 | Norvegia (bandiera)             | C     | Stefan Johansen  |
| 26 | Scozia (bandiera)               | P     | Craig Gordon     |
| 27 | Bulgaria (bandiera)             | C     | Aleksandăr Tonev |
| 28 | Scozia (bandiera)               | A     | Leigh Griffiths  |
| 31 | Scozia (bandiera)               | C     | John Herron      |
| 32 | Ghana (bandiera)                | C     | Mubarak Wakaso   |
| 33 | Israele (bandiera)              | C     | Beram Kayal      |
| 34 | Irlanda (bandiera)              | D     | Eoghan O'Connell |
| 35 | Scozia (bandiera)               | D     | Stuart Findlay   |
| 36 | Australia (bandiera)            | C     | Jackson Irvine   |
| 37 | Bosnia ed Erzegovina (bandiera) | A     | Bahrudin Atajić  |
| 38 | Italia (bandiera)               | P     | Leonardo Fasan   |
| 41 | Inghilterra (bandiera)          | D     | Darnell Fisher   |
| 42 | Scozia (bandiera)               | C     | Callum McGregor  |
| 44 | Scozia (bandiera)               | D     | Marcus Fraser    |
| 45 | Scozia (bandiera)               | D     | Lewis Toshney    |
| 46 | Scozia (bandiera)               | C     | Dylan McGeouch   |
| 49 | Scozia (bandiera)               | C     | James Forrest    |
| 50 | Irlanda (bandiera)              | C     | Paul George      |
| 53 | Scozia (bandiera)               | C     | Liam Henderson   |
| 56 | Rep. Ceca (bandiera)            | C     | Filip Twardzik   |
| 59 | Scozia (bandiera)               | D     | Calum Waters     |
| 63 | Scozia (bandiera)               | C     | Kieran Tierney   |

## Calciomercato

### Sessione estiva(dall'1/7 all'1/9)
| Acquisti | Acquisti         | Acquisti            | Acquisti                                       |
| R.       | Nome             | da                  | Modalità                                       |
| -------- | ---------------- | ------------------- | ---------------------------------------------- |
| P        | Craig Gordon     | svincolato          |                                                |
| C        | Jo Inge Berget   | Cardiff City        | prestito (fino al 3/1) con diritto di riscatto |
| C        | Aleksandăr Tonev | Aston Villa         | prestito                                       |
| C        | Jason Denayer    | Manchester City     | prestito                                       |
| C        | Mubarak Wakaso   | Rubin               | prestito con diritto di riscatto               |
| A        | Stefan Šćepović  | Sporting Gijón      | definitivo (2,53 mln €)                        |
| A        | John Guidetti    | Manchester City     | prestito                                       |
| A        | Tony Watt        | Lierse              | fine prestito                                  |
| C        | Jackson Irvine   | Kilmarnock          | fine prestito                                  |
| C        | Paul George      | Hamilton Academical | fine prestito                                  |
| C        | Tom Rogić        | Melbourne Victory   | fine prestito                                  |
| A        | Bahrudin Atajić  | Shrewsbury Town     | fine prestito                                  |
| C        | Dylan McGeouch   | Coventry City       | fine prestito                                  |
| C        | Callum McGregor  | Notts County        | fine prestito                                  |
| C        | Joe Chalmers     | Falkirk             | fine prestito                                  |

| Cessioni | Cessioni             | Cessioni         | Cessioni                         |
| R.       | Nome                 | a                | Modalità                         |
| -------- | -------------------- | ---------------- | -------------------------------- |
| A        | Tony Watt            | Standard Liegi   | definitivo (1,5 mln €)           |
| A        | Giōrgos Samaras      |                  | svincolato                       |
| D        | Steven Mouyokolo     |                  | svincolato                       |
| C        | Patrik Twardzik      |                  | svincolato                       |
| P        | Fraser Forster       | Southampton      | definitivo (12,5 mln €)          |
| C        | Dylan McGeouch       | Hibernian        | prestito                         |
| A        | Amido Baldé          | Waasland-Beveren | prestito (fino al 12/1)          |
| A        | Teemu Pukki          | Brøndby          | prestito                         |
| A        | Hólmbert Friðjónsson | Brøndby          | prestito con diritto di riscatto |
| C        | Jackson Irvine       | Ross County      | prestito                         |
| A        | Bahrudin Atajić      |                  | svincolato                       |
| D        | Lewis Toshney        |                  | svincolato                       |

### Sessione invernale(dal 3/1 al 2/2)
| Acquisti | Acquisti           | Acquisti         | Acquisti      |
| R.       | Nome               | da               | Modalità      |
| -------- | ------------------ | ---------------- | ------------- |
| A        | Amido Baldé        | Waasland-Beveren | fine prestito |
| C        | Stuart Armstrong   | Dundee Utd       | definitivo    |
| C        | Gary Mackay-Steven | Dundee Utd       | definitivo    |
| A        | Michael Duffy      | Derry City       | definitivo    |

| Cessioni | Cessioni       | Cessioni        | Cessioni      |
| R.       | Nome           | a               | Modalità      |
| -------- | -------------- | --------------- | ------------- |
| C        | Jo Inge Berget | Cardiff City    | fine prestito |
| A        | Amido Baldé    | Hapoel Tel Aviv | prestito      |
| C        | Paul George    |                 | svincolato    |
| D        | Stuart Findlay | Dumbarton       | prestito      |
| D        | Marcus Fraser  |                 | svincolato    |
| C        | John Herron    | Cowdenbeath     | prestito      |
| A        | Paul McMullan  | Stenhousemuir   | prestito      |
| C        | Beram Kayal    | Brighton        | definitivo    |
| C        | Filip Twardzik | Bolton          | definitivo    |

### Trasferimenti dopo la sessione invernale
| Acquisti | Acquisti | Acquisti | Acquisti |
| R.       | Nome     | da       | Modalità |
| -------- | -------- | -------- | -------- |

| Cessioni | Cessioni       | Cessioni  | Cessioni |
| R.       | Nome           | a         | Modalità |
| -------- | -------------- | --------- | -------- |
| C        | Liam Henderson | Rosenborg | prestito |

## Risultati

### Scottish Premiership

#### Stagione regolare
| Arbitro: | Brian Colvin |

|              |           |  |
| van Dijk 60’ | Marcatori |  |

| Arbitro: | John Beaton |

|  |           |                                          |
|  | Marcatori | 55’ Stokes 76’ (rig.) Biton 84’ McGregor |

| Arbitro: | Craig Thomson |

|                                                                  |           |            |
| Denayer 4’ Commons 27’ Johansen 34’ Stokes 54’ Berget 62’, 90+1’ | Marcatori | 71’ Rankin |

| Arbitro: | Bobby Madden |

|                      |           |  |
| O'Connell 65’ (aut.) | Marcatori |  |

| Arbitro: | Craig Thomson |

|           |           |               |
| McPake 1’ | Marcatori | 55’ Griffiths |

| Arbitro: | Bobby Madden |

|                        |           |                |
| Denayer 7’ Commons 45’ | Marcatori | 60’ Goodwillie |

| Arbitro: | Brian Colvin |

|                    |           |            |
| Commons 68’ (rig.) | Marcatori | 19’ Sutton |

| Arbitro: | Craig Thomson |

|               |           |                   |
| K. McLean 49’ | Marcatori | 42’, 63’ Guidetti |

| Arbitro: | Steven McLean |

|  |           |              |
|  | Marcatori | 49’ Crawford |

| Arbitro: | Bobby Madden |

|  |           |                                                       |
|  | Marcatori | 11’ Guidetti 14’ McGregor 29’, 56’ Stokes 35’ Denayer |

| Arbitro: | William Collum |

|                           |           |  |
| Guidetti 35’ Šćepović 64’ | Marcatori |  |

| Arbitro: | Craig Thomson |

|              |           |  |
| Guidetti 49’ | Marcatori |  |

| Arbitro: | Alan Muir |

|            |           |                           |
| Rooney 27’ | Marcatori | 38’ Johansen 90’ van Dijk |

| Arbitro: | Kevin Clancy |

|                         |           |              |
| Stokes 45’ Guidetti 54’ | Marcatori | 58’ Clarkson |

| Arbitro: | Calum Murray |

|  |           |           |
|  | Marcatori | 6’ Stokes |

| Arbitro: | Craig Thomson |

|                                      |           |           |
| Brown 4’, 18’ Forrest 15’ Stokes 67’ | Marcatori | 10’ Kelly |

| Arbitro: | Steven McLean |

|                         |           |               |
| Çiftçi 5’ Armstrong 65’ | Marcatori | 87’ Griffiths |

| Glasgow 27 dicembre 2014, ore 16:00 CET 18ª giornata | Celtic         | 0 – 0 referto | Ross County | Celtic Park (45.798 spett.)\| Arbitro: \| Crawford Allan \| |
| Arbitro:                                             | Crawford Allan |               |             |                                                             |

| Arbitro: | Crawford Allan |

|  |           |                                             |
|  | Marcatori | 1’ Mackay-Steven 30’ Armstrong 66’ Johansen |

| Arbitro: | Kevin Clancy |

|  |           |                            |
|  | Marcatori | 36’ Izaguirre 72’ Šćepović |

| Arbitro: | Calum Murray |

|  |           |             |
|  | Marcatori | 54’ Swanson |

| Arbitro: | Steven McLean |

|  |           |                            |
|  | Marcatori | 33’ Matthews 50’ Henderson |

| Arbitro: | Bobby Madden |

|                                            |           |  |
| van Dijk 26’ Griffiths 42’ Lustig 76’, 81’ | Marcatori |  |

| Arbitro: | Kevin Clancy |

|  |           |             |
|  | Marcatori | 52’ Commons |

| Arbitro: | Crawford Allan |

|                                     |           |              |
| Commons 58’ Griffiths 66’, 80’, 85’ | Marcatori | 50’ Westlake |

| Arbitro: | Kevin Clancy |

|                |           |                           |
| O'Halloran 72’ | Marcatori | 1’ Griffiths 52’ Johansen |

| Arbitro: | Brian Colvin |

|                                            |           |  |
| Commons 57’, 82’ Johansen 64’ Guidetti 78’ | Marcatori |  |

| Arbitro: | John Beaton |

|                                                                 |           |  |
| Denayer 37’ Griffiths 63’ (rig.) Mackay-Steven 69’ Johansen 80’ | Marcatori |  |

| Arbitro: | Calum Murray |

|               |           |                                |
| McAlister 87’ | Marcatori | 32’ Mackay-Steven 63’ van Dijk |

| Arbitro: | Kevin Clancy |

|                                              |           |  |
| Mackay-Steven 16’ Guidetti 33’ Denayer 45+1’ | Marcatori |  |

| Arbitro: | Alan Muir |

|  |           |                                 |
|  | Marcatori | 64’ Forrest 79’ (rig.) Johansen |

| Arbitro: | William Collum |

|                                 |           |  |
| Commons 45’ (rig.) Johansen 63’ | Marcatori |  |

| Arbitro: | Craig Thomson |

|          |           |              |
| Ofere 4’ | Marcatori | 3’ Griffiths |

#### Poule scudetto
| Arbitro: | William Collum |

|  |           |                               |
|  | Marcatori | 47’, 65’ 84’ (rig.) Griffiths |

| Arbitro: | Bobby Madden |

|                                                                  |           |  |
| Griffiths 30’ Brown 37’ Commons 71’ (rig.) Forrest 77’ Biton 88’ | Marcatori |  |

| Arbitro: | Craig Thomson |

|  |           |           |
|  | Marcatori | 49’ Brown |

| Perth 15 maggio 2015, ore 20:45 CEST 37ª giornata | St. Johnstone  | 0 – 0 referto | Celtic | McDiarmid Park (6.984 spett.)\| Arbitro: \| Crawford Allan \| |
| Arbitro:                                          | Crawford Allan |               |        |                                                               |

| Arbitro: | Kevin Clancy |

|                                                         |           |  |
| Šćepović 5’, 70’ Johansen 18’ Griffiths 80’ Commons 90’ | Marcatori |  |

### Scottish Cup
| Arbitro: | William Collum |

|  |           |                                                  |
|  | Marcatori | 29’, 61’ van Dijk 52’ (rig.) Guidetti 54’ Stokes |

| Arbitro: | John Beaton |

|  |           |                           |
|  | Marcatori | 7’ Griffiths 47’ Johansen |

| Arbitro: | Craig Thomson |

|                   |           |               |
| Çiftçi 45’ (rig.) | Marcatori | 71’ Griffiths |

| Arbitro: | Calum Murray |

|                                                      |           |  |
| Denayer 17’ Griffiths 57’ Commons 79’ van Dijk 90+1’ | Marcatori |  |

| Arbitro: | Steven McLean |

|                                        |           |                            |
| Tansey 58’ (rig.) Ofere 96’ Raven 117’ | Marcatori | 18’ van Dijk 103’ Guidetti |

### Scottish League Cup
| Arbitro: | William Collum |

|                                                      |           |  |
| Guidetti 24’ Commons 57’ (rig.) Eckersley 61’ (aut.) | Marcatori |  |

| Arbitro: | Kevin Clancy |

|                                                                |           |  |
| Guidetti 31’, 52’, 56’ (rig.) Izaguirre 48’ Griffiths 62’, 68’ | Marcatori |  |

| Arbitro: | Craig Thomson |

|                           |           |  |
| Griffiths 10’ Commons 31’ | Marcatori |  |

| Arbitro: | Bobby Madden |

|  |           |                         |
|  | Marcatori | 28’ Commons 79’ Forrest |

### UEFA Champions League

#### Turni preliminari
| Arbitro: | Andreas Pappas |

|  |           |              |
|  | Marcatori | 84’ McGregor |

| Arbitro: | Andris Treimanis |

|                                  |           |  |
| van Dijk 13’, 20’ Pukki 27’, 71’ | Marcatori |  |

| Arbitro: | Pol van Boekel |

|                                         |           |             |
| Radović 10’, 36’ Żyro 84’ Kosecki 90+1’ | Marcatori | 8’ McGregor |

| Edimburgo 6 agosto 2014, ore 20:45 CEST Terzo turno preliminare - Ritorno | Celtic          | 3 – 0 (tav.) referto | Legia Varsavia | Stadio di Murrayfield (35.000 spett.)\| Arbitro: \| Paolo Mazzoleni \| |
| Arbitro:                                                                  | Paolo Mazzoleni |                      |                |                                                                        |

#### Play-off[37]
| Arbitro: | Pavel Královec |

|           |           |             |
| Bohar 14’ | Marcatori | 6’ McGregor |

| Arbitro: | Viktor Kassai |

|  |           |             |
|  | Marcatori | 75’ Tavares |

### UEFA Europa League

#### Fase a gironi
| Arbitro: | Artur Soares Dias |

|                      |           |                      |
| Alan 36’ Soriano 78’ | Marcatori | 14’ Wakaso 60’ Brown |

| Arbitro: | Sébastien Delferière |

|            |           |  |
| Commons 6’ | Marcatori |  |

| Arbitro: | Kristinn Jakobsson |

|                           |           |            |
| Šćepović 73’ Johansen 79’ | Marcatori | 81’ Enache |

| Arbitro: | Serhiy Boiko |

|            |           |              |
| Amorim 79’ | Marcatori | 32’ Johansen |

| Arbitro: | Halis Özkahya |

|              |           |                          |
| Johansen 30’ | Marcatori | 8’, 13’ Alan 90+2’ Keïta |

| Arbitro: | Gediminas Mažeika |

|                                  |           |                                             |
| Pjaca 14’, 40’, 50’ Brozović 48’ | Marcatori | 23’ Commons 30’ Šćepović 82’ (aut.) Pivarić |

#### Fase ad eliminazione diretta
| Arbitro: | István Vad |

|                                                    |           |                             |
| Armstrong 24’ Campagnaro 26’ (aut.) Guidetti 90+3’ | Marcatori | 4’ Shaqiri 13’, 45’ Palacio |

| Arbitro: | Ivan Kružliak |

|            |           |  |
| Guarín 88’ | Marcatori |  |

## Statistiche

### Statistiche di squadra
Statistiche aggiornate al 24 maggio 2015
| Competizione         | Punti | In casa | In casa | In casa | In casa | In casa | In casa | In trasferta | In trasferta | In trasferta | In trasferta | In trasferta | In trasferta | Totale | Totale | Totale | Totale | Totale | Totale | DR  |
| Competizione         | Punti | G       | V       | N       | P       | Gf      | Gs      | G            | V            | N            | P            | Gf           | Gs           | G      | V      | N      | P      | Gf     | Gs     | DR  |
| -------------------- | ----- | ------- | ------- | ------- | ------- | ------- | ------- | ------------ | ------------ | ------------ | ------------ | ------------ | ------------ | ------ | ------ | ------ | ------ | ------ | ------ | --- |
| Scottish Premiership | 92    | 19      | 15      | 2       | 2       | 50      | 8       | 19           | 14           | 3            | 2            | 34           | 9            | 38     | 29     | 5      | 4      | 84     | 17     | +67 |
| Scottish Cup         | -     | 1       | 1       | 0       | 0       | 4       | 0       | 3            | 2            | 1            | 0            | 7            | 1            | 5      | 3      | 1      | 1      | 13     | 4      | +9  |
| Scottish League Cup  | -     | 2       | 2       | 0       | 0       | 9       | 0       | 0            | 0            | 0            | 0            | 0            | 0            | 4      | 4      | 0      | 0      | 13     | 0      | +13 |
| Champions League     | -     | 3       | 2       | 0       | 1       | 7       | 1       | 3            | 1            | 1            | 1            | 3            | 5            | 6      | 3      | 1      | 2      | 10     | 6      | +4  |
| Europa League        | -     | 4       | 2       | 1       | 1       | 7       | 7       | 4            | 0            | 2            | 2            | 6            | 8            | 8      | 2      | 3      | 3      | 13     | 15     | -2  |
| Totale               | -     | 29      | 22      | 3       | 4       | 77      | 16      | 29           | 17           | 7            | 5            | 50           | 23           | 61     | 41     | 10     | 10     | 133    | 42     | +91 |

### Statistiche dei giocatori
In corsivo i giocatori che hanno lasciato la squadra a stagione già iniziata.
| Giocatore        | Premiership | Premiership | Premiership | Premiership | Scottish Cup | Scottish Cup | Scottish Cup | Scottish Cup | Scottish League Cup | Scottish League Cup | Scottish League Cup | Scottish League Cup | Altro    | Altro | Altro       | Altro      | Totale   | Totale | Totale      | Totale     |
| Giocatore        | Presenze    | Reti        | Ammonizioni | Espulsioni  | Presenze     | Reti         | Ammonizioni  | Espulsioni   | Presenze            | Reti                | Ammonizioni         | Espulsioni          | Presenze | Reti  | Ammonizioni | Espulsioni | Presenze | Reti   | Ammonizioni | Espulsioni |
| ---------------- | ----------- | ----------- | ----------- | ----------- | ------------ | ------------ | ------------ | ------------ | ------------------- | ------------------- | ------------------- | ------------------- | -------- | ----- | ----------- | ---------- | -------- | ------ | ----------- | ---------- |
| E. Ambrose       | 27          | 0           | 1           | 0           | 3            | 0            | 1            | 0            | 2                   | 0                   | 0                   | 0                   | 11       | 0     | 1           | 1          | 43       | 0      | 3           | 1          |
| S. Armstrong     | 15          | 1           | 2           | 0           | 0            | 0            | 0            | 0            | 0                   | 0                   | 0                   | 0                   | 2        | 1     | 0           | 0          | 17       | 2      | 2           | 0          |
| B. Atajić        | 0           | 0           | 0           | 0           | 0            | 0            | 0            | 0            | 0                   | 0                   | 0                   | 0                   | 0        | 0     | 0           | 0          | 0        | 0      | 0           | 0          |
| A. Baldé         | 0           | 0           | 0           | 0           | 0            | 0            | 0            | 0            | 0                   | 0                   | 0                   | 0                   | 0        | 0     | 0           | 0          | 0        | 0      | 0           | 0          |
| J.I. Berget      | 4           | 2           | 0           | 0           | 0            | 0            | 0            | 0            | 0                   | 0                   | 0                   | 0                   | 4        | 0     | 0           | 0          | 8        | 2      | 0           | 0          |
| N. Biton         | 31          | 2           | 3           | 0           | 5            | 0            | 0            | 0            | 2                   | 0                   | 0                   | 0                   | 5        | 0     | 1           | 0          | 43       | 2      | 4           | 0          |
| D. Boerrigter    | 1           | 0           | 0           | 0           | 0            | 0            | 0            | 0            | 0                   | 0                   | 0                   | 0                   | 2        | 0     | 1           | 0          | 3        | 0      | 1           | 0          |
| S. Brown         | 32          | 4           | 10          | 1           | 5            | 0            | 1            | 0            | 4                   | 0                   | 1                   | 0                   | 7        | 1     | 2           | 0          | 48       | 5      | 14          | 1          |
| K. Commons       | 29          | 10          | 3           | 0           | 4            | 1            | 0            | 0            | 3                   | 3                   | 0                   | 0                   | 10       | 2     | 2           | 0          | 46       | 16     | 5           | 0          |
| J. Denayer       | 29          | 5           | 1           | 0           | 4            | 1            | 0            | 0            | 4                   | 0                   | 1                   | 0                   | 7        | 0     | 1           | 0          | 44       | 6      | 3           | 0          |
| L. Fasan         | 0           | 0           | 0           | 0           | 0            | 0            | 0            | 0            | 0                   | 0                   | 0                   | 0                   | 0        | 0     | 0           | 0          | 0        | 0      | 0           | 0          |
| S. Findlay       | 0           | 0           | 0           | 0           | 0            | 0            | 0            | 0            | 0                   | 0                   | 0                   | 0                   | 0        | 0     | 0           | 0          | 0        | 0      | 0           | 0          |
| D. Fisher        | 5           | 0           | 0           | 0           | 2            | 0            | 0            | 0            | 0                   | 0                   | 0                   | 0                   | 1        | 0     | 0           | 0          | 8        | 0      | 0           | 0          |
| J. Forrest       | 19          | 3           | 0           | 0           | 5            | 0            | 0            | 0            | 2                   | 1                   | 0                   | 0                   | 3        | 0     | 0           | 0          | 29       | 4      | 0           | 0          |
| F. Forster       | 0           | 0           | 0           | 0           | 0            | 0            | 0            | 0            | 0                   | 0                   | 0                   | 0                   | 4        | -6    | 0           | 0          | 4        | -6     | 0           | 0          |
| M. Fraser        | 0           | 0           | 0           | 0           | 0            | 0            | 0            | 0            | 0                   | 0                   | 0                   | 0                   | 0        | 0     | 0           | 0          | 0        | 0      | 0           | 0          |
| H. Friðjónsson   | 0           | 0           | 0           | 0           | 0            | 0            | 0            | 0            | 0                   | 0                   | 0                   | 0                   | 0        | 0     | 0           | 0          | 0        | 0      | 0           | 0          |
| P. George        | 0           | 0           | 0           | 0           | 0            | 0            | 0            | 0            | 0                   | 0                   | 0                   | 0                   | 0        | 0     | 0           | 0          | 0        | 0      | 0           | 0          |
| C. Gordon        | 33          | -14         | 0           | 0           | 5            | -1           | 0            | 1            | 4                   | 0                   | 0                   | 0                   | 10       | -17   | 1           | 0          | 52       | -32    | 1           | 1          |
| L. Griffiths     | 24          | 14          | 1           | 0           | 5            | 3            | 0            | 0            | 3                   | 3                   | 1                   | 0                   | 9        | 0     | 1           | 0          | 41       | 20     | 3           | 0          |
| J. Guidetti      | 24          | 8           | 1           | 0           | 5            | 2            | 1            | 0            | 4                   | 4                   | 0                   | 0                   | 2        | 1     | 0           | 0          | 35       | 15     | 2           | 0          |
| L. Henderson     | 9           | 1           | 0           | 0           | 1            | 0            | 0            | 0            | 1                   | 0                   | 0                   | 0                   | 3        | 0     | 1           | 0          | 14       | 1      | 1           | 0          |
| J. Herron        | 0           | 0           | 0           | 0           | 0            | 0            | 0            | 0            | 0                   | 0                   | 0                   | 0                   | 0        | 0     | 0           | 0          | 0        | 0      | 0           | 0          |
| J. Irvine        | 0           | 0           | 0           | 0           | 0            | 0            | 0            | 0            | 0                   | 0                   | 0                   | 0                   | 0        | 0     | 0           | 0          | 0        | 0      | 0           | 0          |
| E. Izaguirre     | 35          | 1           | 6           | 0           | 5            | 0            | 1            | 0            | 4                   | 1                   | 0                   | 0                   | 14       | 0     | 2           | 0          | 58       | 2      | 9           | 0          |
| S. Johansen      | 34          | 9           | 5           | 0           | 4            | 1            | 2            | 0            | 4                   | 0                   | 0                   | 0                   | 14       | 3     | 3           | 0          | 56       | 13     | 10          | 0          |
| B. Kayal         | 6           | 0           | 2           | 0           | 0            | 0            | 0            | 0            | 0                   | 0                   | 0                   | 0                   | 7        | 0     | 1           | 0          | 13       | 0      | 3           | 0          |
| M. Lustig        | 5           | 2           | 0           | 0           | 1            | 0            | 0            | 0            | 2                   | 0                   | 1                   | 0                   | 8        | 0     | 1           | 0          | 16       | 2      | 2           | 0          |
| G. Mackay-Steven | 13          | 4           | 0           | 0           | 0            | 0            | 0            | 0            | 0                   | 0                   | 0                   | 0                   | 2        | 0     | 0           | 0          | 15       | 4      | 0           | 0          |
| A. Matthews      | 29          | 1           | 1           | 0           | 3            | 0            | 1            | 0            | 1                   | 0                   | 0                   | 0                   | 9        | 0     | 1           | 0          | 42       | 1      | 3           | 0          |
| D. McGeouch      | 1           | 0           | 0           | 0           | 0            | 0            | 0            | 0            | 0                   | 0                   | 0                   | 0                   | 0        | 0     | 0           | 0          | 1        | 0      | 0           | 0          |
| C. McGregor      | 17          | 2           | 0           | 0           | 0            | 0            | 0            | 0            | 2                   | 0                   | 0                   | 0                   | 11       | 3     | 1           | 0          | 30       | 5      | 1           | 0          |
| C. Mulgrew       | 10          | 0           | 1           | 0           | 0            | 0            | 0            | 0            | 1                   | 0                   | 0                   | 0                   | 9        | 0     | 1           | 0          | 20       | 0      | 2           | 0          |
| E. O'Connell     | 3           | 0           | 0           | 0           | 0            | 0            | 0            | 0            | 1                   | 0                   | 1                   | 0                   | 0        | 0     | 0           | 0          | 4        | 0      | 1           | 0          |
| T. Pukki         | 1           | 0           | 0           | 0           | 0            | 0            | 0            | 0            | 0                   | 0                   | 0                   | 0                   | 4        | 2     | 0           | 0          | 5        | 2      | 0           | 0          |
| T. Rogić         | 0           | 0           | 0           | 0           | 0            | 0            | 0            | 0            | 0                   | 0                   | 0                   | 0                   | 0        | 0     | 0           | 0          | 0        | 0      | 0           | 0          |
| S. Šćepović      | 18          | 4           | 0           | 0           | 1            | 0            | 0            | 0            | 2                   | 0                   | 0                   | 0                   | 4        | 2     | 1           | 0          | 25       | 6      | 1           | 0          |
| A. Stokes        | 21          | 7           | 1           | 0           | 4            | 1            | 1            | 1            | 4                   | 0                   | 0                   | 0                   | 9        | 0     | 1           | 0          | 38       | 8      | 3           | 1          |
| K. Tierney       | 2           | 0           | 0           | 0           | 0            | 0            | 0            | 0            | 0                   | 0                   | 0                   | 0                   | 0        | 0     | 0           | 0          | 2        | 0      | 0           | 0          |
| A. Tonev         | 6           | 0           | 0           | 0           | 2            | 0            | 1            | 0            | 1                   | 0                   | 0                   | 0                   | 4        | 0     | 1           | 0          | 13       | 0      | 2           | 0          |
| L. Toshney       | 0           | 0           | 0           | 0           | 0            | 0            | 0            | 0            | 0                   | 0                   | 0                   | 0                   | 0        | 0     | 0           | 0          | 0        | 0      | 0           | 0          |
| F. Twardzik      | 1           | 0           | 0           | 0           | 0            | 0            | 0            | 0            | 0                   | 0                   | 0                   | 0                   | 0        | 0     | 0           | 0          | 1        | 0      | 0           | 0          |
| V. van Dijk      | 35          | 4           | 3           | 0           | 5            | 4            | 0            | 1            | 4                   | 0                   | 0                   | 0                   | 14       | 2     | 6           | 1          | 58       | 10     | 9           | 2          |
| M. Wakaso        | 5           | 0           | 3           | 0           | 0            | 0            | 0            | 0            | 1                   | 0                   | 0                   | 0                   | 5        | 1     | 0           | 0          | 11       | 1      | 3           | 0          |
| C. Waters        | 0           | 0           | 0           | 0           | 0            | 0            | 0            | 0            | 0                   | 0                   | 0                   | 0                   | 0        | 0     | 0           | 0          | 0        | 0      | 0           | 0          |
| Ł. Załuska       | 5           | -3          | 0           | 0           | 1            | -3           | 0            | 0            | 0                   | 0                   | 0                   | 0                   | 0        | 0     | 0           | 0          | 6        | -6     | 0           | 0          |